# 斐濟簽證政策
 斐济政府允許106個國家和地區的公民無需提前申請签证即可入境。所有入境旅客的护照均須有6個月以上有效期。

## 免簽證

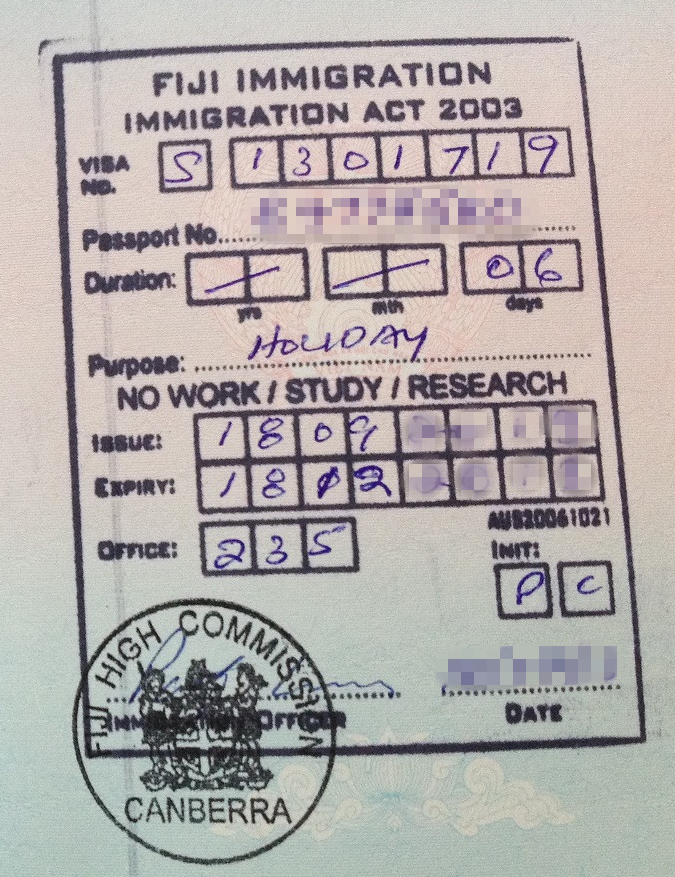
斐濟簽證簽發給在澳大利亞的越南國民

以下107個國家和地區的公民最多可免簽證4個月。停留時間不超過4個月，將向他們頒發訪客證，申請後最多可延長兩個月，一次最多可延長六個月。
| - 欧盟公民（克羅地亞除外） \| - 安地卡及巴布達 - 阿根廷 - 巴哈马 - 巴西 - 加拿大 - 智利 - 中华人民共和国 - 哥伦比亚 - 多米尼克 - 格瑞那達 - 香港 - 冰島 - 印度 - 印度尼西亞 - 以色列 - 牙买加 - 日本 \| - 基里巴斯 - 賴索托 - 列支敦斯登 - 澳門 - 马拉维 - 马来西亚 - 馬爾地夫 - 马绍尔群岛 - 模里西斯 - 墨西哥 - 密克羅尼西亞聯邦 - 摩尔多瓦 - 摩納哥 - 瑙鲁 - 新西兰 - 奈及利亞 - 挪威 - 帛琉 - 巴拉圭 - 秘魯 - 菲律賓 - 俄羅斯 - 圣基茨和尼维斯 - 圣卢西亚 - 萨摩亚 - 塞内加尔[3] \| - 塞爾維亞 - 塞舌尔 - 新加坡 - 所罗门群岛 - 南非 - 瑞士 - 臺灣 - 坦桑尼亚 - 泰國 - 千里達及托巴哥 - 突尼西亞 - 土耳其 - 乌干达 - 乌克兰 - 阿联酋 - 美国 - 乌拉圭 - 梵蒂冈 - 委內瑞拉 - 尚比亞 - 辛巴威 \| \| | | |  |
| - 安地卡及巴布達 - 阿根廷 - 巴哈马 - 巴西 - 加拿大 - 智利 - 中华人民共和国 - 哥伦比亚 - 多米尼克 - 格瑞那達 - 香港 - 冰島 - 印度 - 印度尼西亞 - 以色列 - 牙买加 - 日本 | - 基里巴斯 - 賴索托 - 列支敦斯登 - 澳門 - 马拉维 - 马来西亚 - 馬爾地夫 - 马绍尔群岛 - 模里西斯 - 墨西哥 - 密克羅尼西亞聯邦 - 摩尔多瓦 - 摩納哥 - 瑙鲁 - 新西兰 - 奈及利亞 - 挪威 - 帛琉 - 巴拉圭 - 秘魯 - 菲律賓 - 俄羅斯 - 圣基茨和尼维斯 - 圣卢西亚 - 萨摩亚 - 塞内加尔 | - 塞爾維亞 - 塞舌尔 - 新加坡 - 所罗门群岛 - 南非 - 瑞士 - 臺灣 - 坦桑尼亚 - 泰國 - 千里達及托巴哥 - 突尼西亞 - 土耳其 - 乌干达 - 乌克兰 - 阿联酋 - 美国 - 乌拉圭 - 梵蒂冈 - 委內瑞拉 - 尚比亞 - 辛巴威 |  |

於2019年2月與克羅地亞和格魯吉亞於2019年3月簽署互免簽證協議，尚待批准。